# Philodendron hammelii
Philodendron hammelii är en kallaväxtart som beskrevs av Thomas Bernard Croat. Philodendron hammelii ingår i släktet Philodendron och familjen kallaväxter. Inga underarter finns listade.